# Penryn (California)
Penryn è un census-designated place (CDP) degli Stati Uniti d'America situato in California, nella contea di Placer. Penryn si trova a 5,5 miglia (8,9 km) a nord-est di Rocklin. Il codice postale della comunità è 95663 e si trova nei prefissi 916 e 279. La popolazione era 831 al censimento del 2010.

## Storia
Ciò che divenne Penryn iniziò alla fine del 1864 quando un immigrato gallese di nome Griffith Griffith fondò una cava di granito su un quarto di terreno affittato dalla Central Pacific Railroad. Un raccordo fu completato il 6 febbraio 1865 e il primo carico di pietra da taglio fu spedito meno di una settimana dopo. La cava era aperta al commercio, ma ancora non aveva nome. La ferrovia, in pratica, designava il raccordo "Griffith's Granite Station", ma Griffith aveva in mente qualcos'altro.
Tornato a casa nel Galles del Nord, Griffith, come suo padre prima di lui, lavorò nella cava di ardesia di Penrhyn. In gallese, la parola "penrhyn" si traduce in "promontorio", che descriveva anche il porto marittimo da cui la cava di Penrhyn prese il nome. Quando si trattò di nominare la sua nuova impresa, la scelta era ovvia, ma non l'ortografia. Per semplificare le cose ed evitare gli inevitabili errori di ortografia che probabilmente si sarebbero verificati, la sera del 17 maggio 1865, Griffith, dopo aver discusso la questione con il consulente legale del Pacifico centrale Edwin Bryant Crocker (noto in seguito per il Crocker Art Museum), accettò di abbandonare la "h" dall'ortografia gallese originale e si stabilì sul nome e sull'ortografia che conosciamo oggi. Il giorno seguente, Griffith raccontò questo evento di buon auspicio nel suo diario: "Concluded last night with Judge Crocker to call this quarry Penryn" ("La scorsa notte ho stabilito con il giudice Crocker di chiamare questa cava Penryn").
La cava ora aveva un nome, ma non il paese, perché non c'era un paese, ma solo le attività del granito e un raccordo ferroviario. I dipendenti di Griffith vivevano tutti nelle immediate vicinanze, quindi c'erano molte persone, ma nessuna attività commerciale al di fuori di quello che equivaleva a un piccolo "negozio aziendale" vicino alla cava. I centri di rifornimento più vicini di qualsiasi importanza erano Newcastle e Smithville, vicino all'attuale Loomis. I primi libri mastri di Griffith registrano numerose transazioni in entrambi i luoghi.
Fu nel 1869 che il monopolio mercantile di Griffith terminò. Quell'anno, un grande edificio a telaio che ospitava un deposito ferroviario, un negozio e un saloon, sorse sul lato ovest della linea principale del Pacifico centrale, appena a sud dell'odierna English Colony Way. Col tempo seguirono altre attività, ma questo singolo evento segnò l'inizio di quella che presto si sarebbe evoluta nella città di Penryn.
Fin dall'inizio, non ci furono mai dubbi o dibattiti su come sarebbe stata chiamata la nuova città. Tuttavia, la maggior parte dei riferimenti, anteriori al 1870, applicavano genericamente il nome "Griffith's Quarry" o "Griffith's Granite Quarry" all'area che comprendeva il piccolo villaggio embrionale, il che indica chiaramente che al luogo non era stato ancora ufficialmente assegnato un nome. Ciò accadde finalmente nel maggio 1871, quando Penryn fu designato distretto elettorale dalla contea di Placer. E il riconoscimento più ufficiale di tutti arrivò nel giugno 1873 con l'istituzione di un ufficio postale degli Stati Uniti.
Verso la metà degli anni '70 dell'Ottocento, Penryn era una comunità consolidata con una nuova scuola, un hotel, almeno un fabbro, due o tre negozi e un numero uguale di saloon. Le attività del granito andavano a gonfie vele, impiegando nelle ore di punta oltre 200 uomini, e sarebbero continuate così fino alla morte di Griffith Griffith nel febbraio 1889. Fu quindi acquistato dal nipote di Griffith, David Griffith, e avrebbe continuato a operare su scala leggermente inferiore, fino a quando la morte di quest'ultimo Griffith nel 1918. Entro la metà degli anni 1890, tuttavia, la frutticoltura aveva emarginato l'estrazione di granito come l'industria principale della zona.
Fu la figlia di David Griffith, Enid, pronipote di Griffith Griffith, a lasciare la proprietà della cava alla gente della contea di Placer quando morì nel 1976. Secondo i suoi desideri, il sito della Penryn Granite Works è ora un parco di 23 acri (93000 m²). L'ex edificio degli uffici della cava, eretto nel 1877, oggi ospita il Griffith Quarry Museum, gestito da volontari e aperto nei fine settimana da mezzogiorno alle 16:00 o su appuntamento. Griffith Quarry è stata aggiunta al National Register of Historic Places nel 1977 ed è anche California Historical Landmark numero 885.
Il granito di Penryn è noto per la sua bellezza e forza. Screziato in granelli di bianco e nero di dimensioni più o meno uguali, a prima vista appare di un colore da grigio medio a scuro, ma assume una tonalità quasi grigio-bluastra se visto in una luce soffusa o, quando è bagnato o lucidato. Questa pietra unica può essere vista nelle fondamenta e nelle pareti di numerosi monumenti della California, tra cui The State Capital e la vecchia zecca degli Stati Uniti a San Francisco.
Joel Parker Whitney possedeva migliaia di acri di terra nell'area di Penryn alla fine del XIX secolo. All'inizio degli anni 1890, circa 1 000 palme californiane furono piantate lungo i confini dell'impresa di agrumicoltura della Whitney's Placer County Citrus Colony, e molte si trovano ancora lungo English Colony Road. Queste palme, altrimenti fuori luogo tra la foresta di querce nativa ai piedi della Sierra, sono una firma della zona.